# Temerin
Temerin (v srbské cyrilici Темерин, maďarsky Temerin) je město v srbské Vojvodině, nedaleko Nového Sadu. Patří k malým městům; v roce 2011 mělo 19 216 obyvatel. Administrativně je součástí Jihobačského okruhu. Nachází se na silničním a železničním (lokálka) tahu spojujícím města Novi Sad a Bečej, stranou hlavního silničního, železničního i dálničního tahu z Nového Sadu do Subotici.

## Poloha
Městečko se rozkládá v nadmořské výšce 79 m. Okolní terén je součástí Panonské nížiny a až po pohoří Fruška Gora je naprosto rovný. V okolí města Temerin protéká také říčka Jegrička. Nachází se zde řada kanálů odvodňovacího systému, např. Bela bara, Ciganska bara a Mala Bara.

## Historie
První zmínka o Temerinu je z roku 1332. Roku 1799 získal statut města. Získalo právo konat dobytčí trhy čtyřikrát do roka. V roce 1804 zde byl dokončen katolický kostel.
Z původně malého městečka se stalo větším sídlem především po otevření železniční trati z Nového Sadu do Bečeje (1899). Byl následně vybudován průmysl (např. cihelna) a přistěhovávali se sem další lidé. V roce 1900 měl Temerin okolo deseti tisíc obyvatel. Od roku 1927 je město připojeno na elektrickou síť (nejprve Království SHS, později Jugoslávie a pak Srbska).
Během druhé světové války bylo součástí Maďarska. Místní obyvatelstvo bylo z části vyhnáno a na jeho místo byli dosídleni Maďaři z oblasti bývalé Bukoviny.[zdroj?]
Po válce v Chorvatsku a Bosně a Hercegovině se ve městě usadilo početné obyvatelstvo, které bylo vyhnáno ze svých původních domovů. Vznikla tak nová místní část s názvem Kudeljara, která čítá okolo stovky domů.

## Památky
V Temerinu se nachází pravoslavný kostel a několik kostelů katolických, např. sv. Rozálie.